# Scrophularia buergeriana
Scrophularia buergeriana är en flenörtsväxtart som beskrevs av Friedrich Anton Wilhelm Miquel. Scrophularia buergeriana ingår i släktet flenörter, och familjen flenörtsväxter. Utöver nominatformen finns också underarten S. b. tsinglingensis.

## Bildgalleri

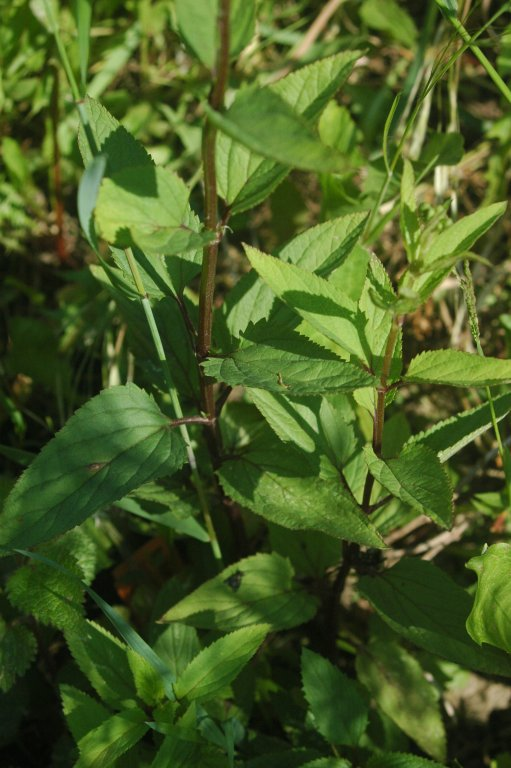
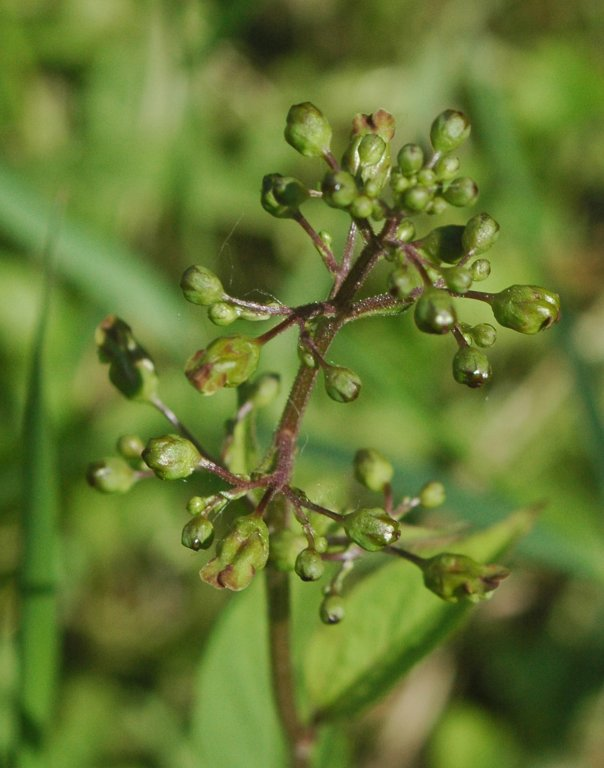